# بلغاريا العثمانية

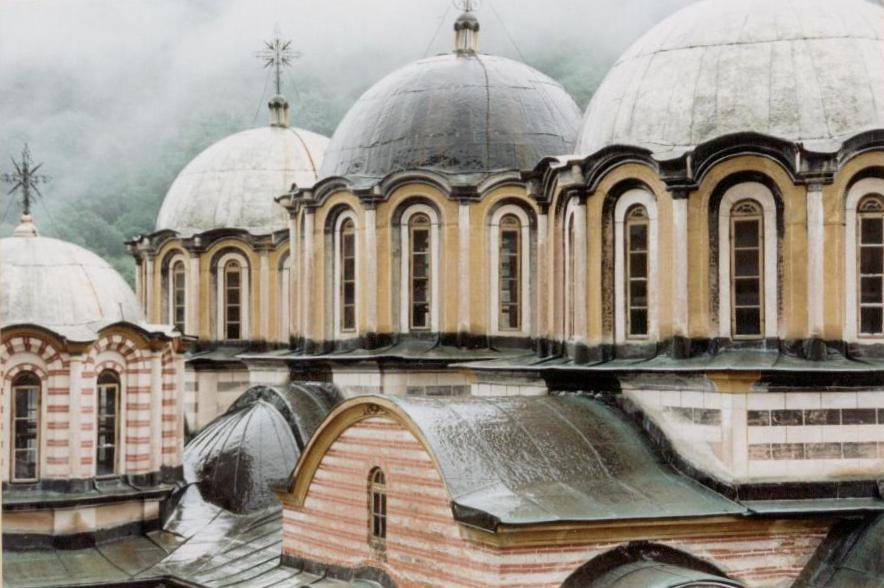

يمتد تاريخ بلغاريا العثمانية لنحو 500 سنة، إذ استمر للفترة من غزو الإمبراطورية العثمانية للممالك الصغيرة المنبثقة من تفكك الإمبراطورية البلغارية الثانية في نهايات القرن الرابع عشر، إلى تحرير بلغاريا في عام 1878. بعد انتهاء الحرب الروسية العثمانية (1877–1878)، أُسست إمارة بلغاريا، والتي مثلت إمارة ذات حكم ذاتي تابعة للدولة العثمانية لكنها كانت مستقلة عنها عمليًا. وقعت ولاية الروملي الشرقية ذاتية الحكم تحت سيطرة التسار البلغاري في عام 1885. أعلنت بلغاريا الاستقلال في عام 1908.

## التنظيم الإداري
أعاد العثمانيون تنظيم الأراضي البلغارية، مقسمين إياها إلى عدة ولايات وحُكمت كل ولاية منها من قبل أمير السنجق (سنجق بكي) أو الصوباشي والذين يكونون مسؤولين أمام البكلربك. وُزعت أجزاء شاسعة من الأراضي المحتلة إلى أتباع السلطان والذين تحصلوا عليها كأملاك خاصة أو كإقطاعيات (والتي كانت إما صغيرة المساحة «تيمار» أو متوسطة المساحة «زياميت» أو كبيرة المساحة «هاسيس») تحت سيطرة مباشرة منه أو من البكلربك. لا يمكن بيع أو توريث هذا الصنف من الأرض، لكنها تعود إلى السلطان بعد موت صاحب الإقطاعية. قُسمت الأراضي إلى ممتلكات خاصة بالسلطان أو بالنبلاء العثمانيين، والتي أطلق عليها اسم «المُلك»، و إلى قاعدة اقتصادية للمؤسسات الدينية، والتي أطلق عليها اسم «الوقف»، إضافة إلى أشخاص آخرين. دفع البلغاريون أنوعًا متعددة من الضرائب، من ضمنها ضريبة العشر وضريبة الرؤوس (الجزية) وضريبة الأرض وضريبة التجارة إضافة إلى جمعهم لضرائب أخرى بشكل غير منتظم.

## الديانة

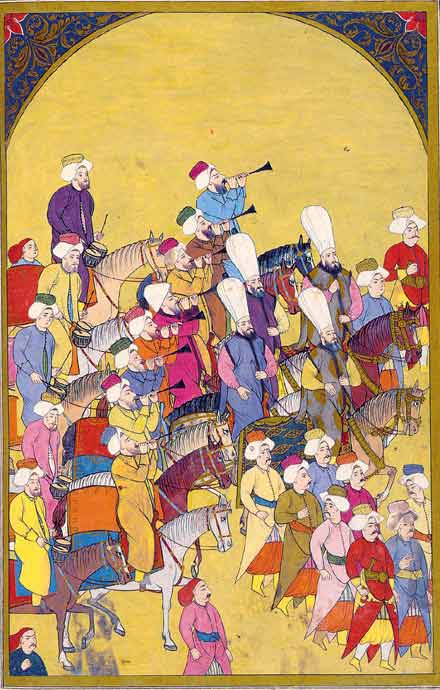
الفرقة الموسيقية للإنكشارية تسمى مهترهان.

لم يشترط العثمانيون على المسيحيين اعتناق الديانة الإسلامية. مع ذلك، كانت هناك حالات عديدة من التحول الفردي أو الجماعي للأشخاص من الديانة المسيحية إلى الإسلامية وخاصة في جبال رودوب. وفقًا لتوماس وولكر آرنولد، فإن الإسلام لم ينتشر بالقوة في المناطق الواقعة تحت سيطرة السلطان العثماني. قال أحد المؤلفين في القرن السابع عشر:  
يسيطر الأتراك على القلوب عن طريق المكر لا القوة، ويستعملون الحيلة لأسر قلوب المسيحيين. لا يستخدم الأتراك القوة لإجبار أي دولة للارتداد عن دينها، لكنهم يستعملون أساليب أخرى لاقتلاع جذور المسيحية بصورة تدريجية...
لم يخدم المواطنون غير المسلمين في جيش السلطان العثماني. استثني من ذلك بعض الجماعات من السكان من الذين كان لهم معاملة خاصة، والذين شغلوا مواقع في الجزء الخلفي من الجيش أو قاموا بمهام مساعدة فقط، إضافة إلى أولئك المشمولين بضريبة الدم، والتي تُعرف باسم «دوشيرمة»، والتي اقتضت أخذ خامس ذكر فتي من كل عائلة وتدريبه ليصبح محاربًا لصالح الإمبراطورية. خضع هؤلاء الصبية لتدريبات دينية وعسكرية قاسية، فتحولوا إلى فيلق من النخبة خاضع لإمرة السلطان العثماني. أُطلق على هذا الفيلق اسم الانكشاريين (أو الجندي الجديد) والذين مثلوا وحدة من جنود النخبة المخلصين ضمن الجيش العثماني. لم يُجمع المجندون إلى الجيش الانكشاري عن طريق الانضمام الطوعي إلا نادرًا، إذ حرص بعض الآباء على التحاق أبنائهم في الخدمة الانكشارية ليضمنوا مسيرة مهنية ناجحة ومريحة.

## الثورات الأولى والقوى العظمى
نِشأت بعض مظاهر المعارضة الواضحة للعثمانيين مع تنامي حكمهم. بدأت أول ثورة ضد النظام العثماني في عهد سيغسموند ملك كرواتيا والمجر بعد أن أسس منظمة فرسان التنين في عام 1408؛ إذ تعاون اثنان من النبلاء البلغاريين، وهم قسطنطين وفروزين، على تحرير بعض المناطق وإمساكها لعدة سنين. تشير الأدلة التاريخية إلى وجود مقاومة شعبية مستمرة ضد السلطة العثمانية قبل عام 1450. اعترف العثمانيون برادخ كحاكم محلي لمنطقة صوفيا في عام 1413، لكنه انقلب عليهم لاحقًا وبهذا اعتُبر كأول منشق في التاريخ البلغاري. بعد أكثر من قرن على هذا، اندلعت انتفاضتان في عاصمة بلغاريا القديمة تارنوفو-الأولى في عام 1598 (انتفاضة تارنوفو الأولى) والثانية في عام 1686 (انتفاضة تارنوفو الثانية).
تُبعت هذه الانتفاضات بانتفاضة تشيبروفتسي الكاثوليكية في عام 1688 وتمرد في مقدونيا بقيادة كاربوش في عام 1689، وأُثيرت كلتا هاتين الانتفاضتين من قبل الإمبراطورية النمساوية كجزء من حربها الطويلة مع العثمانيين. فشلت جميع هذه الانتفاضات مع وقوع عدد كبير من القتلى. تسببت معظمها في نفي أعداد ضخمة من الأشخاص خارج الإمبراطورية العثمانية، والذين وصل عددهم إلى مئات الألوف. أنهت معاهدة بلغراد، المعقودة بين الإمبراطورية النمساوية والإمبراطورية العثمانية، المطامع النمساوية في منطقة البلقان لنحو قرن من الزمن. بحلول القرن الثامن عشر، بدأت الإمبراطورية الروسية بفرض قوتها المتنامية على المنطقة. تقرب الروس من البلغاريين بطريقة لم يتمكن النمساويون من تقليدها. أعطت معاهدة كيتشوك كاينارجي، الموقعة في عام 1774، الحق لروسيا بالتدخل في الشؤون العثمانية لحماية الأشخاص المسيحيين ضمن الإمبراطورية العثمانية.

## الصحوة البلغارية
تألف نظام الملة من مجموعة من المجتمعات الطائفية في الإمبراطورية العثمانية. أشار هذا إلى المحاكم القانوية المستقلة المتعلقة بالقانون الشخصي والتي سُمح على أساسه للمجتمعات الدينية بحكم نفسها وفق نظامها الخاص. اعتبر السلطان العثماني أن البطريريك المسكوني التابع للبطريريكية القسطنطينية المسكونية هو القائد للسكان المسيح الأرثوذكس في إمبراطوريته. بعد إقرار التنظيمات العثمانية (1839–1876)، ظهرت الحركة القومية في الإمبراطورية، واستُخدم مصطلح «قومية» للإشارة إلى مجاميع الأقلية الدينية المحمية قانونيًا، وبشكل مشابه لاستعمال كلمة «أمة» من قبل البلدان الأخرى. أُنشئت مِلَلٌ جديدة في الفترة من 1860 إلى 1870 لصالح المجتمعات المسيحية البلغارية. أدى هذا إلى تأسيس أسقفية بلغارية منفصلة قائمة على أساس الهوية الإثنية بدلًا من قيامها على أساس مبادئ الأرثوذكس وروابط الأرض.
تصاعدت حدة المقاومة المسلحة ضد الحكم العثماني في الربع الثالث من القرن التاسع عشر ووصلت إلى ذروتها مع اندلاع انتفاضة أبريل لعام 1876 والتي غطت جزءً من الأراضي الإثنية البلغارية التابعة للإمبراطورية العثمانية. شكلت هذه الانتفاضة، إضافة إلى المطامع الاستراتيجية لروسيا في منطقة البلقان، سببًا لاندلاع الحرب الروسية العثمانية 1877-1878 والتي انتهت بتأسيس إمارة بلغاريا المستقلة في عام 1878، وإن كانت أصغر بكثير مما كان يأمل البلغاريون ومما كان مقترحًا في معاهدة سان ستيفانو لعام 1878.